# Roger Freestone
Roger Freestone (ur. 19 sierpnia 1968 w Caerleon) – walijski piłkarz występujący na pozycji bramkarza, reprezentant kraju.

## Życiorys
Seniorską karierę rozpoczynał w Newport County w 1986 roku. W marcu 1987 roku przeszedł do Chelsea F.C.; kwota transferu wynosiła 85 000 funtów. W First Division zadebiutował 18 kwietnia w zremisowanym 1:1 spotkaniu z Queens Park Rangers. Piłkarzem Chelsea był do 1991 roku, rozgrywając łącznie 42 ligowe mecze, z czego 21 na poziomie First Division. Jako zawodnik Chelsea był wypożyczany do Swansea i Hereford United. W 1991 roku na zasadzie transferu definitywnego za kwotę 45 000 funtów przeszedł do Swansea. Ogółem w klubie rozegrał 552 ligowe mecze, zdobywając trzy gole (wszystkie z rzutów karnych). Jest rekordzistą Swansea pod względem największej liczby czystych kont w jednym sezonie (22 w sezonie 1999/2000). 23 maja 2000 roku wystąpił w reprezentacji Walii w przegranym 0:3 towarzyskim meczu z Brazylią. W 2002 roku na krótko, wraz z Nickiem Cusackiem, był trenerem Swansea. W 2004 roku został zwolniony ze Swansea, po czym przeszedł do Newport County. W 2005 roku z powodu kontuzji zakończył karierę.

## Statystyki ligowe
| Sezon         | Klub                  | Liga             | Mecze | Gole |
| ------------- | --------------------- | ---------------- | ----- | ---- |
| 1986/1987 (j) | Newport County A.F.C. | Third Division   | 13    | 0    |
| 1986/1987 (w) | Chelsea F.C.          | First Division   | 6     | 0    |
| 1987/1988     | Chelsea F.C.          | First Division   | 15    | 0    |
| 1988/1989     | Chelsea F.C.          | Second Division  | 21    | 0    |
| 1989/1990 (j) | Swansea City A.F.C.   | Third Division   | 14    | 0    |
| 1989/1990 (w) | Hereford United F.C.  | Fourth Division  | 8     | 0    |
| 1990/1991     | Chelsea F.C.          | First Division   | 0     | 0    |
| 1991/1992     | Swansea City A.F.C.   | Third Division   | 42    | 0    |
| 1992/1993     | Swansea City A.F.C.   | Second Division  | 46    | 0    |
| 1993/1994     | Swansea City A.F.C.   | Second Division  | 46    | 0    |
| 1994/1995     | Swansea City A.F.C.   | Second Division  | 45    | 1    |
| 1995/1996     | Swansea City A.F.C.   | Second Division  | 45    | 2    |
| 1996/1997     | Swansea City A.F.C.   | Third Division   | 45    | 0    |
| 1997/1998     | Swansea City A.F.C.   | Third Division   | 43    | 0    |
| 1998/1999     | Swansea City A.F.C.   | Third Division   | 38    | 0    |
| 1999/2000     | Swansea City A.F.C.   | Third Division   | 46    | 0    |
| 2000/2001     | Swansea City A.F.C.   | Second Division  | 43    | 0    |
| 2001/2002     | Swansea City A.F.C.   | Third Division   | 43    | 0    |
| 2002/2003     | Swansea City A.F.C.   | Third Division   | 33    | 0    |
| 2003/2004     | Swansea City A.F.C.   | Third Division   | 37    | 0    |
| 2004/2005     | Newport County A.F.C. | Conference South | 14    | 0    |